# Gerry Whiting Hazelton
Gerry Whiting Hazelton (Chester, 24 de febrero de 1829 - Milwaukee, 29 de septiembre de 1920) fue un abogado y político estadounidense. Representó al 2.º distrito congresional de Wisconsin en los congresos 42 y 43. También se desempeñó durante nueve años como Fiscal de los Estados Unidos para el Distrito Este de Wisconsin y dos años como miembro del Senado del Estado de Wisconsin, en representación del Condado de Columbia.

## Primeros años
Hijo de William y Mercy Jane Hazelton, nació en Chester, Nuevo Hampshire, donde asistió a las escuelas comunes y a la Academia Pinkerton en Derry, Nuevo Hampshire y recibió instrucción de un tutor privado. Estudió derecho y fue admitido en el colegio de abogados de Amsterdam, Nueva York en 1852.

## Carrera
Hazelton se mudó a Columbus, Wisconsin en 1860, donde sirvió en el Senado del Estado de Wisconsin en 1861 y 1862, y fue elegido presidente pro tempore en la sesión especial de 1862. Fue delegado de la Convención Nacional Republicana de 1860 y se convirtió en fiscal de distrito del Condado de Columbia, Wisconsin en 1865. Luego fue nombrado recaudador de ingresos internos para el segundo distrito de Wisconsin en 1866 y destituido por el presidente Johnson el mismo año.
Elegido a la Cámara de Representantes en el cuadragésimo segundo y cuadragésimo tercer congresos de los Estados Unidos, Hazelton fue representante de los Estados Unidos para el 2.º distrito congresional de Wisconsin. Después de cumplir sus términos, se mudó a Milwaukee y se convirtió en el fiscal de los Estados Unidos para el distrito occidental de Wisconsin. Más tarde fue nombrado maestro especial en cancillería en 1912 y fue comisionado de la corte de los Estados Unidos y comisionado del condado de Milwaukee durante muchos años.

## Vida personal
Se casó con Martha L. Squire en 1854 y tuvieron una hija, Anna. Su hermano, George Cochrane Hazelton, también era representante de Wisconsin. Su tío (hermano de su madre), Clark B. Cochrane, era un congresista de Nueva York.
Hazelton falleció en Milwaukee, Wisconsin el 29 de septiembre de 1920 (91 años y 218 días). Está enterrado en Forest Home Cemetery de Milwaukee.